# Georg Trzeciak
Georg Trzeciak, 1938 umbenannt in Georg Trenk, (* 22. April 1886 in Breslau; † 28. Januar 1968 in Königswinter) war deutscher Politiker (NSDAP).

## Leben und Wirken
Nach dem Besuch der Volksschule absolvierte Trzeciak ab 1900 eine kaufmännische Ausbildung. Im Anschluss an seine dreijährige Lehrlingszeit verdiente er seinen Lebensunterhalt als kaufmännischer Angestellter. Später gehörte er von 1906 bis 1908 zwei Jahre lang dem Schlesischen Jägerbataillon 6 (Maschinen-Gewehr-Abteilung 8) an. Anschließend war er bis zum Ausbruch des Ersten Weltkriegs als Kaufmann tätig.
Von 1914 bis 1918 nahm er mit dem Reserveinfanterieregiment Nr. 8 (Maschinen-Gewehr-Kompanie) am Ersten Weltkrieg teil. Nach der Rückkehr aus dem Krieg, in dem er mit dem Eisernen Kreuz II. Klasse ausgezeichnet wurde, machte Trzeciak sich als Getreidekaufmann selbstständig.
In den 1920er Jahren schloss Trzeciak sich der NSDAP an, für die er ab 1929 im Stadtparlament von Schweidnitz saß. Nachdem er bereits seit April 1932 für seine Partei im Preußischen Landtag gesessen hatte, wurde Trzeciak am 30. April 1933 zum kommissarischen Bürgermeister von Schweidnitz ernannt.
Im Juli 1934 zog Trzeciak im Nachrückverfahren für den im Rahmen des „Röhm-Putsches“ erschossenen SA-Führer Hans-Karl Koch in den im November 1933 gewählten Reichstag ein, in dem er bis zum März 1936 den Wahlkreis 8 (Liegnitz) vertrat. Bei der Reichstagswahl am 29. März 1936 kandidierte Trzeciak in seiner Funktion als Oberbürgermeister von Schweidnitz, erhielt diesmal jedoch kein Mandat.
In der Schutzstaffel der NSDAP wurde er am 1. August 1940 zum SS-Obersturmbannführer ernannt.